# 權赫燦
權赫燦（韓語：권혁찬），韓國電視劇導演。

## 作品列表

### 電視劇

#### 導演作品
- 2010年：SBS《秘密花園》
- 2011年：SBS《對我說謊試試》
- 2011年：SBS《千日的約定》
- 2012年：SBS《紳士的品格》
- 2013年：SBS《主君的太陽》
- 2015年：LINE TV《好日子》
- 2016年：tvN《灰姑娘與四騎士》
- 2018年：tvN《男朋友》
- 2022年：Disney+《迷網追兇》

#### 製作人作品
- 2011年：SBS《婦產科》

#### 助理導演作品
- 2004年：SBS《陽光照射》
- 2004年：SBS《小島老師》
- 2004年：SBS《玻璃畫》
- 2005年：SBS《不良主婦》
- 2005年：SBS《布拉格戀人》
- 2006年：SBS《戀愛時代》
- 2006年：SBS《回來吧順愛》
- 2006年：SBS《愛情殺手吳水晶》

## 外部連結
- NAVER